# Ksar Tinzouline
Tinzouline (en arabe :  تينزولين) est un village fortifié dans la province de Zagora, région de Draa-Tafilalet au sud-est du Maroc .

## Institutions locales
Le marché hebdomadaire en plein air se tient tous les lundis.